# جائزة القذافي لحقوق الإنسان
جائزة القذافي لحقوق الإنسان هي جائزة سياسية، أنشأها معمر القذافي عام 1988. وكان هدف الجائزة تكريم الشخصيات والمنظمات التي تلعب دورا بارزا في مجال حقوق الإنسان. تمنح اللجنة الشعبية الدولية هذه الجائزة في حفل تنظمه السلطات في الجماهيرية العربية الليبية (سابقا).
وصف بعض الساسة هذه الجائزة بأداة الدعاية، واتهموا الزعيم الليبي معمر القذافي بعدم احترام حقوق الإنسان في بلده. وبوفاة معمر القذافي بعد الثورة الليبية عام 2011، توقف توزيعها.

## الفائزون بالجائزة
قائمة الفائزين حسب ما أعلنته «اللجنة الشعبية الدولية» المشرفة على الجائزة :
- 1989
  -  نيلسون مانديلا
- 1990 : أطفال الانتفاضة الفلسطينية
- 1991 : الأمريكيون الأصليون
- 1992
  -  المركز الأفريقي لمكافحة الإيدز.
- 1993
  -  ضحايا حرب البوسنة والهرسك من الأطفال.
- 1994
  - الاتحاد الأفارقة لحقوق الإنسان
- 1995
  -  أحمد بن بلة، الرئيس السابق للجزائر.
  - ، فرانسيسكو دا كوستا غوميز. الرئيس السابق للبرتغال.
- 1996
  -  لويس فرخان محمد من حركة أمة الإسلام
- 1997
  -  خمس رموز لكفاح المرأة في القارات الخمس.
- 1998
  -  فيدل كاسترو، قائد كوبا
- 1999
  -  أطفال العراق ضحايا الحظر
- 2000 : خمس رموز للكفاح من أجل الحرية والمساواة.
  -  سهى بشارة
  -  الكاتب والمؤرخ البوركنابي جوزيف كي زربو
  -  إيفو مورالس
  - حركة سبتمبر
  -  المركز الأوروبي للعالم الثالث
- 2002 : ثلاثة عشر كاتب ومثقفا ليبيين وعرب وأوروبيين
- 2003
  -  البابا شنودة (مصر)
- 2004
  -  هوغو تشافيز, رئيس فنزويلا.
- 2005
  -  مهاتير محمد
- 2006 لم تسلم
- 2007
  -  مكتبات مدينة تمبكتو
- 2008
  -  دوم منتوف, سياسي مالطي
- 2009
  -  دانييل أورتيغا, رئيس نيكاراغوا
- 2010
  -  رجب طيب أردوغان, الوزير الأول، تركيا